# Julius Dorpmüller
Julius Heinrich Dorpmüller, né le 24 juillet 1869 à Elberfeld (province de Rhénanie) et mort le 5 juillet 1945 à Malente (Allemagne occupée), est un haut fonctionnaire et homme politique allemand. Il est directeur général de la Deutsche Reichsbahn de 1926 à 1945 et ministre des Transports de 1937 à 1945.
Il participe à l'éphémère gouvernement de Flensbourg à ce même poste, et aussi comme ministre des Postes, jusqu'à l'arrestation de ses membres. De ce gouvernement, il est le seul à être mis hors de cause car les alliés admettent qu'il n'a jamais été membre du parti nazi, ni même un sympathisant notoire de l'organisation[réf. nécessaire].
Par la suite, il fut approché par l'entourage d'Eisenhower afin de contribuer à la future restructuration des transports allemands, mais ne put jamais remplir sa mission et mourut d'un cancer, quelques semaines après avoir été contraint d'abandonner ses fonctions gouvernementales.

## Biographie
Julius Dorpmüller est le fils d'un ingénieur des chemins de fer. Il étudie la construction de chemins de fer et de routes de 1889 à 1893. Après avoir obtenu son diplôme en 1898, il travaille au sein de l'administration des chemins de fer de l'État de Prusse. En 1907, il quitte son poste de cadre du bureau technique et entre au service du chemin de fer Schantung à Qingdao, en Chine. En 1908, il est nommé ingénieur en chef de la section allemande du nouveau chemin de fer de l'Empire chinois, la ligne Tianjin–Pukou (en). En raison de la déclaration de guerre de la Chine contre le Reich allemand, il quitte le pays en 1918 en tant que réfugié, traversant la Mandchourie, la Sibérie et la Russie pour rejoindre l'Allemagne. Dans le service des chemins de fer légers, il participe activement à la gestion des chemins de fer de la République socialiste fédérative soviétique de Transcaucasie. En 1919, il devient chef de département des Chemins de fer allemands du Reich (Deutsche Reichsbahn) dans le district de Stettin. De 1922 au 30 septembre 1924, il est président des Deutsche Reichseisenbahnen dans le district d'Opole, et du 1er octobre 1924 à 1925, il est président dans le district de la Ruhr ; en raison de sa vaste expérience dans le domaine des chemins de fer secondaires, Julius Dorpmüller est consulté dans le cadre du plan Dawes.
Après 1925, le conseil d'administration des chemins de fer du Reich allemand (Deutsche Reichsbahn Gesellschaft) crée le poste de représentant permanent du directeur général (chef des chemins de fer) car le directeur général Rudolf Oeser était gravement malade ; Julius Dorpmüller est nommé à ce poste le 3 juillet 1925. En décembre 1925, l'École supérieure polytechnique de Rhénanie-Westphalie (RWTH d'Aix-la-Chapelle), en reconnaissance de ses services rendus aux chemins de fer, lui décerne un doctorat en ingénierie. Le 3 juin 1926, jour du décès de Rudolf Oeser, il est choisi par le conseil d'administration pour devenir directeur général des chemins de fer allemands. Pour des raisons politiques, cette nomination n'est confirmée que le 18 octobre 1926 par le président du Reich.